# Battaglia di Wittstock
La battaglia di Wittstock si svolse il 4 ottobre 1636 (secondo il calendario giuliano, 24 settembre) nell'ambito della fase francese della Guerra dei trent'anni. Al comando del generale Johan Banér, l'esercito svedese sconfisse una forza congiunta imperiale e sassone lievemente superiore di numero, per mezzo di una brillante manovra di aggiramento e grazie alla saldezza delle proprie truppe. Nonostante la vittoria, la situazione strategica costrinse gli svedesi a ritirarsi successivamente nelle proprie basi in Pomerania nel 1637.

## Eventi che condussero alla battaglia
Grazie alla firma di una tregua con la Polonia nel 1635, le forze svedesi al comando del generale Lennart Torstenson poterono essere inviate di rinforzo alle truppe operanti nella Germania settentrionale. A seguito dell'arrivo delle nuove truppe, il comandante in capo svedese, Johan Banér, decise di passare all'offensiva, nonostante le sue forze fossero ancora numericamente inferiori a quelle avversarie, e diede il via a un'avanzata lungo il fiume Elba. Un esercito congiunto imperiale e sassone si mosse per affrontarlo presso Wittstock, nel Brandeburgo.

## Svolgimento della battaglia
Le forze svedesi contavano circa 16 000 uomini, di cui circa 5 000 distaccati come corpo di riserva, 3 500 sotto il comando diretto del generale Banér e un ulteriore corpo comandato dal colonnello dei mercenari scozzesi, James King. Le forze imperiali, circa 19 000 uomini, occupavano una vantaggiosa posizione difensiva sopra una collina, in parte coperta da boschi e vegetazione; il piano imperiale prevedeva semplicemente di attendere l'attacco svedese e respingerlo grazie all'artiglieria e alla solidità della posizione difensiva, parzialmente fortificata.
Banér decise di dividere le proprie forze in due ali: l'ala destra, comprendente le truppe sotto il proprio diretto comando, il corpo di Torstenson e quello del generale Alexander Leslie, avrebbe attaccato la collina compiendo nel contempo una parziale manovra di aggiramento sulla destra; l'altra ala, al comando del colonnello King, avrebbe invece compiuto un'ampia marcia sulla sinistra, attraverso un tratto boscoso e paludoso, per attaccare il fianco destro dello schieramento imperiale.
La battaglia cominciò con l'attacco alla collina compiuto dal generale Leslie, coadiuvato dalle rimanenti forze dell'ala destra. La manovra fu aspramente contrastata, e grazie al ridispiegamento della cavalleria imperiale verso il fianco sinistro per fermare le truppe svedesi e alla difficoltà nel risalire la collina, l'attacco finì con il perdere slancio e gli svedesi subirono gravi perdite.
A questo punto tuttavia, quando la situazione sembrava essersi chiusa con la sconfitta delle forze di Banér, l'ala sinistra svedese emerse dalla vegetazione e attaccò il fianco destro del nemico catturando l'artiglieria sassone e minacciando sul retro il resto delle forze imperiali. Minacciate da più lati, queste si diedero alla fuga.

### Mappe della battaglia

Fase 1 - L'attacco della destra svedese
Fase 2 - L'attacco della sinistra svedese e la fuga degli imperiali

## Conseguenze
Le perdite imperiali si concentrarono soprattutto sulle truppe di fanteria, mentre la cavalleria riuscì in gran parte a disimpegnarsi. Le forze svedesi avevano inflitto un duro colpo al nemico, ma il successo tattico non ebbe un corrispettivo strategico; la speranza che il Brandeburgo, in seguito alla vittoria, si unisse agli svedesi svanì rapidamente, mentre un tentativo di assediare Lipsia dovette essere precipitosamente abbandonato a causa del sopraggiungere di un nuovo esercito imperiale, comandato da Mattia Galasso, largamente superiore numericamente alle forze di Banér. Nel 1637 le forze svedesi furono costrette a ritirarsi nelle posizioni che occupavano in Pomerania prima della battaglia.